# 里戈拉托
里戈拉托（義大利語：Rigolato），是意大利乌迪内省的一个市镇。总面积30.47平方公里，人口537人，人口密度17.6人/平方公里（2009年）。ISTAT代码为030094。